# F 18 (1917)
F 18 – włoski okręt podwodny z czasów I wojny światowej i okresu międzywojennego, jedna z 21 zbudowanych dla Regia Marina jednostek typu F. Okręt został zwodowany 15 maja 1917 roku w stoczni Cantieri navali Odero w Sestri Ponente w Genui, a w skład włoskiej marynarki wojennej został wcielony 27 lipca 1917 roku. Jednostka została wycofana ze służby 1 października 1930 roku.

## Projekt i budowa
Okręty podwodne typu F zostały zaprojektowane przez inż. majora Cesarego Laurentiego jako ulepszenie poprzedniego projektu tego konstruktora – jednostek typu Medusa. Przy zachowaniu wymiarów zewnętrznych i wyporności nowe okręty charakteryzowały się krótszym czasem zanurzania, większą manewrowością w położeniu nawodnym i podwodnym, powiększonym kioskiem, instalacją działa pokładowego, żyrokompasu, dwóch peryskopów i systemu łączności podwodnej Fessenden. Okręty miały konstrukcję dwukadłubową, z kadłubem lekkim ukształtowanym na podobieństwo linii kadłuba torpedowców . Przestrzeń między kadłubem sztywnym a lekkim można było uczynić wodoszczelną poprzez zamknięcie specjalnych odwietrzników: w ten sposób okręty zyskiwały dodatkową rezerwę pływalności, szczególnie przydatną podczas żeglugi po powierzchni w złych warunkach pogodowych .
F 18 zbudowany został w stoczni Cantieri navali Odero w Sestri Ponente w Genui. Stępkę okrętu położono 7 października 1915 roku, a zwodowany został 15 maja 1917 roku. Motto okrętu brzmiało „Excelsis sub aequore” (pol. „Nawet pod wodą, wyżej”) .

## Dane taktyczno-techniczne
F 18 był niewielkim, przybrzeżnym okrętem podwodnym . Kadłub podzielony był grodziami wodoszczelnymi (wyposażonymi w podwójne drzwi wodoszczelne) na trzy przedziały: dziobowy (mieszczący kubryk marynarzy), przedział z głównym stanowiskiem dowodzenia i siłownią oraz przedział baterii akumulatorów . Długość całkowita wynosiła 45,63 metra, szerokość 4,22 metra i zanurzenie 3,1 metra. Wyporność normalna w położeniu nawodnym wynosiła 262 tony, a w zanurzeniu 319 ton. Okręt napędzany był na powierzchni przez dwa dwusuwowe silniki wysokoprężne FIAT 216 o łącznej mocy 670 KM . Napęd podwodny zapewniały dwa silniki elektryczne Savigliano o łącznej mocy 500 KM. Dwa wały napędowe obracające dwiema śrubami umożliwiały osiągnięcie prędkości 12,5 węzła na powierzchni i 8 węzłów w zanurzeniu. Zasięg wynosił 1300 Mm przy prędkości 9 węzłów w położeniu nawodnym oraz 120 Mm przy prędkości 2,5 węzła w zanurzeniu (lub 800 Mm przy prędkości 12 węzłów w położeniu nawodnym oraz 9 Mm przy prędkości 8 węzłów w zanurzeniu). Zapas paliwa wynosił 12 ton. Energia elektryczna magazynowana była w jednej baterii akumulatorów składającej się z 232 ogniw . Dopuszczalna głębokość zanurzenia wynosiła 40 metrów  .
Okręt wyposażony był w dwie stałe dziobowe wyrzutnie kalibru 450 mm, z łącznym zapasem czterech torped. Uzbrojenie artyleryjskie stanowiła pojedyncza pokładowa armata przeciwlotnicza kalibru 76 mm Armstrong A1914 L/30 oraz karabin maszynowy Colt kalibru 6,5 mm  .
Załoga okrętu składała się z 2 oficerów oraz 24 podoficerów i marynarzy.

## Służba
F 18 został wcielony do służby w Regia Marina 27 lipca 1917 roku. Jego pierwszym dowódcą został kpt. mar. (wł. tenente di vascello) Guido Vianello . W październiku okręt wszedł w skład Flotylli Okrętów Podwodnych w Ankonie, skąd przeprowadził sześć rejsów bojowych wzdłuż wybrzeży przeciwnika . 31 grudnia 1917 roku okręt nadal wchodził w skład Flotylli Okrętów Podwodnych w Ankonie (wraz z F 1, F 6, F 7, F 8, F 11, F 14, A 2, A 3, A 4, A 5 i A 6). Podczas patrolu przeprowadzonego 15 lipca 1918 roku nieopodal Punta Planka F 18 zaatakował najpierw duży holownik, a następnie w nocy austro-węgierski torpedowiec, nie uzyskując trafień ze względu na wadliwe działanie torped . Następnego dnia okręt wystrzelił torpedę w kierunku parowca, jednak również bez powodzenia (torpeda na skutek wadliwego działania żyroskopu minęła cel, a następnie eksplodowała na wybrzeżu) . 1 listopada 1918 roku okręt nadal należał do Flotylli Okrętów Podwodnych w Ankonie (razem z F 1, F 6, F 7, F 11, F 14 i F 16).
Od końca 1918 roku do 1922 roku okręt podporządkowany był Dowództwu Obszaru Morskiego w Wenecji . W 1923 roku jednostka, wchodząc w skład eskadry (wł. Squadriglia) w Brindisi, wzięła udział w interwencji na Korfu . W kolejnych latach F 18 prowadził działalność szkoleniową i brał udział w manewrach morskich włoskiej floty . 1 października 1930 roku okręt został rozbrojony i skreślony z listy floty.